# Dürener Metallwerke

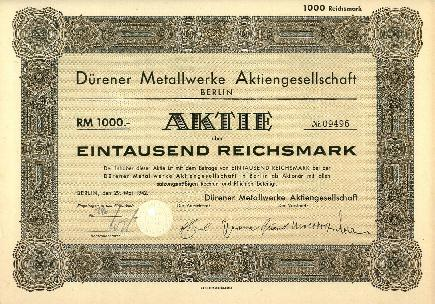
Aktie über 1000 RM von 1942

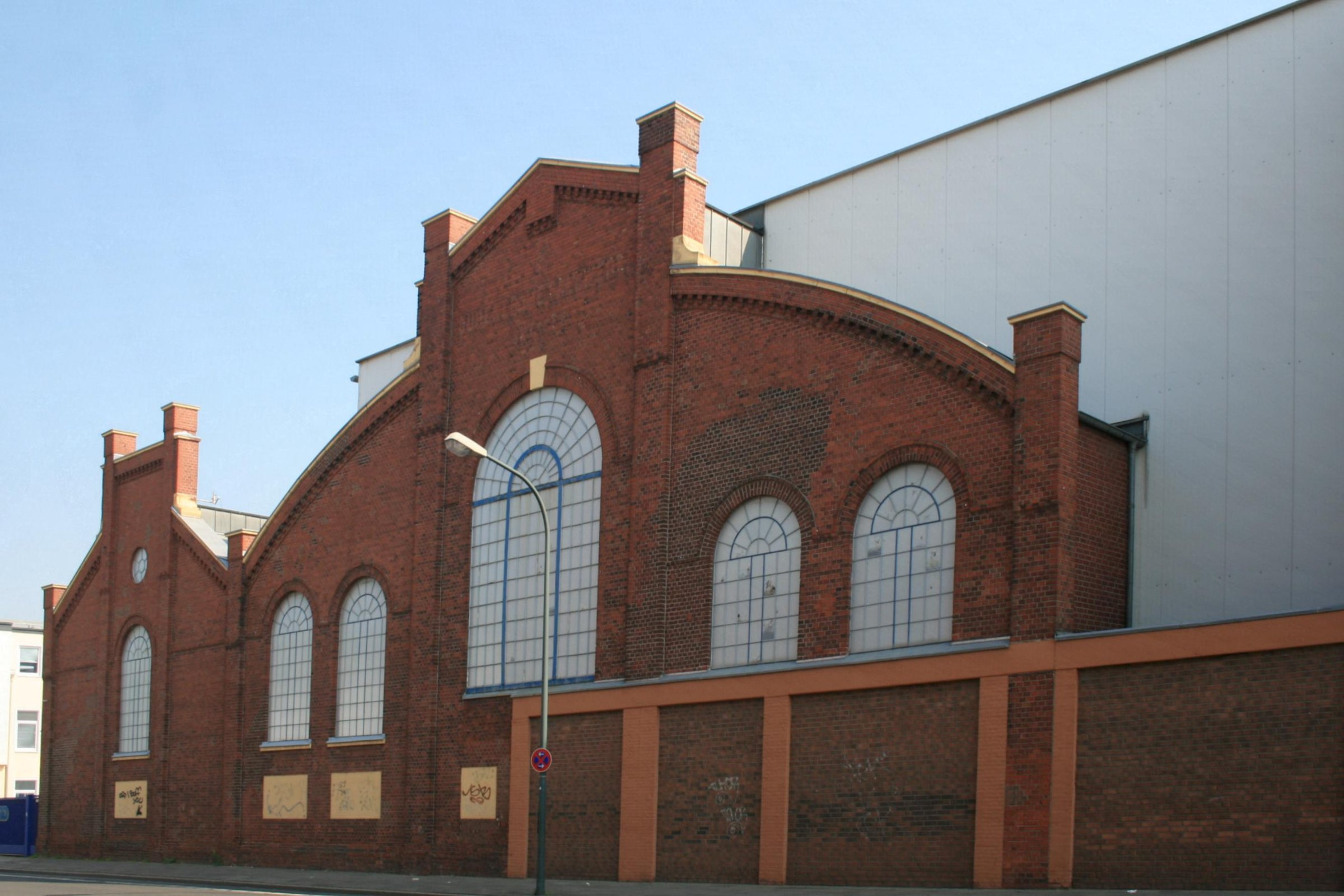
Die Fassade des Werkes

Die Dürener Metallwerke AG in Düren, Nordrhein-Westfalen, auch Hupertz & Harkort, die 1890 gegründet wurden, gehörte bis zum Beginn des Zweiten Weltkrieges zu den Marktführern im Bau und der Entwicklung von Leichtmetalllegierungen.
Das sogenannte Duralumin fand überwiegend in der Luftschifffahrt sowie im Flugzeug- und Fahrzeugbau Verwendung. Seit dem Ende des 19. Jahrhunderts waren die Metallwerke in die deutsche Rüstungsindustrie eingebunden. Teilweise arbeiteten im Dürener Werk über 5000 Beschäftigte. In dem Werk wurde Leichtmetall für die Herstellung von über 100 Zeppelinen hergestellt.
Vor dem Zweiten Weltkrieg errichteten die Dürener Metallwerke ein Zweigwerk in Berlin und 1936 eins in Waren (Müritz).
1954 wurden die Dürener Metallwerke AG Teil der Busch-Jaeger Lüdenscheider Metallwerke AG. 1969 erhielt der Elektrobereich den Namen Busch-Jaeger. 1976 meldeten die Dürener Metallwerke Insolvenz an.
Im heutigen Gebäude der alten Verpackungsschreinerei der Dürener Metallwerke befindet sich die Endart-Kulturfabrik. Das Verwaltungsgebäude, 1906 nach Plänen von Gustav Börstinghaus erbaut, wurde in den 1980er Jahren zur Fatih-Moschee umgebaut. Die frühere Werkshalle ist seit 2011 im Besitz der Maschinenfabrik Brück.